# Liste de stations thermales algériennes
Classement par wilaya :
Voir aussi la catégorie "Catégorie:Station thermale en Algérie".

## Wilaya d'Adrar (01)
- Hammam Ain Bouda[1]

## Wilaya de Béjaïa (06)
- Hammam Sillal[2]
- Hammam Sidi Yahia[2]
- Hammam Kiria (Assif El Hammam)[2]
- Hammam Sidi Yahia El Aidli

## Wilaya de Biskra (07)
- Hammam Sidi El Hadj[3]
- Hammam Chiffa[4]
- Hammam Raha[4]
- Hammam El Baraka[4]

## Wilaya de Blida (09)
- Hammam Melouane[5]

## Wilaya de Tébessa (12)
- Hammamet

## Wilaya de Tlemcen (13)
- Hammam Chigueur (Hammam Boughrara)[6]

## Wilaya de Djelfa (17)

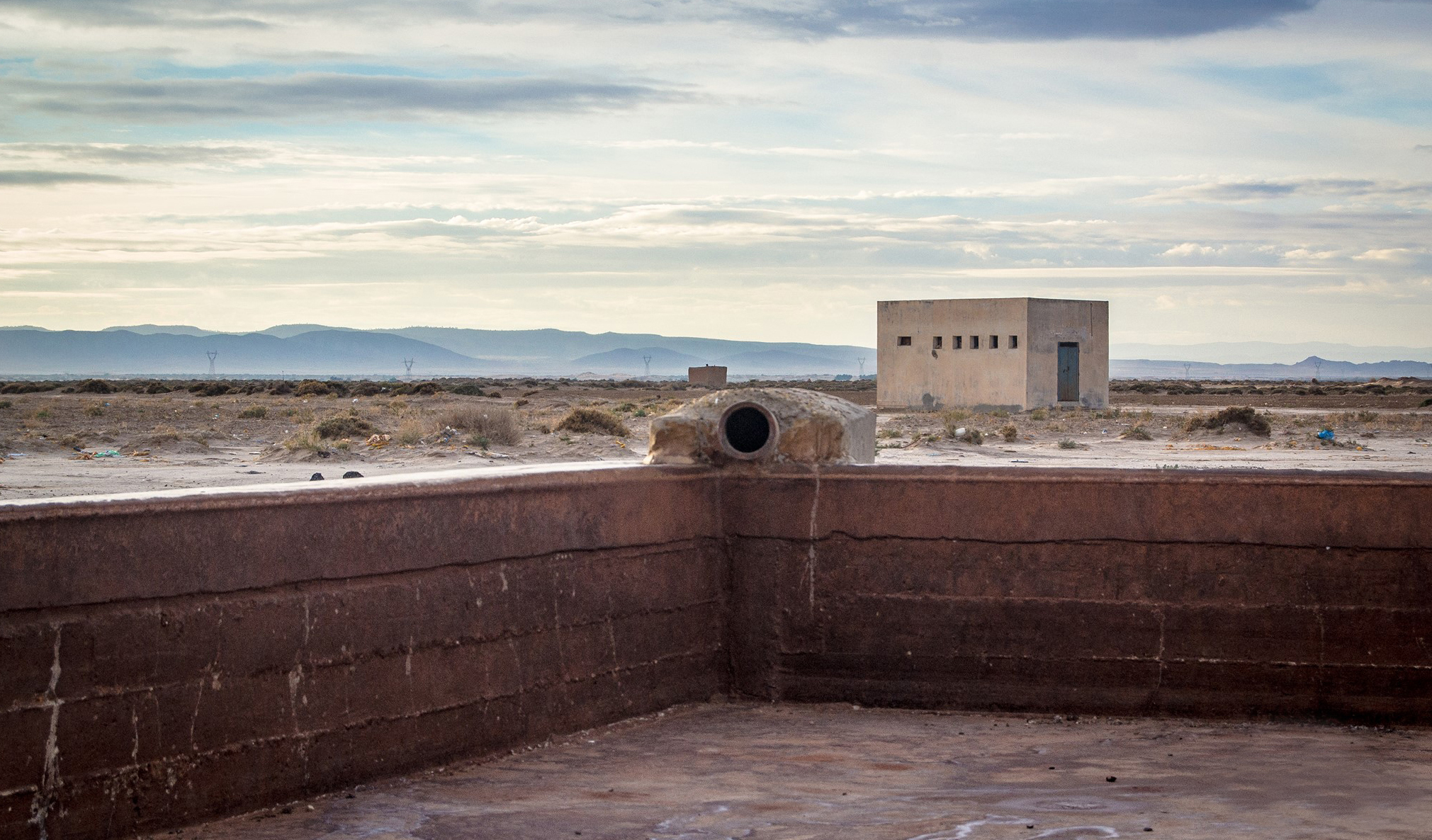
Hammam de Hassi Bahbah

- Hammam Hassi Bahbah

## Wilaya de Mila (18)
- Hammam Beni Haroun

## Wilaya de Sétif (19)
- Hammam Guergour
- Hammam Ouled Yelles
- Hammam Soukhna

## Wilaya de Saida (20)
- Hammam Rabi (station thermale)
- Hammam Sidi Aissa
- hammam ain skhouna

## Wilaya de Guelma (24)
- Hammam Meskhoutine
- Hammam Debagh
- Hammam N'Bail

## Wilaya de M'SILA (28)
- Hammam Dhalaa

## Wilaya de Mascara (29)
- Hammam Bouhanifia

## Wilaya d'El Tarf (36)
- Hammam Beni Salah

## Wilaya de Tissemsilt (38)
- Hammam Sidi Slimane

## Wilaya de Khenchela (40)
- Hammam Essalihine[6]

## Wilaya d'Aïn Defla (44)
- Hammam Boutrig[7]
- Hammam Righa[8]

## Wilaya d'Aïn Témouchent (46)
- Hammam Bou Hadjar[6]